# Jan Siewert
Jan Siewert, född  23 augusti 1982 i Mayen i dåvarande Västtyskland, är en tysk fotbollstränare som från och med november 2023 är interimstränare för Mainz 05.

## Spelarkarriär
Jan Siewerts spelarkarriär varade 2001–2005 i hans moderklubb, TuS Mayen, där han agerade spelfördelare som defensiv mittfältare.

## Tränarkarriär
Jan Siewerts första tränarjobb var som huvudtränare i Hennes-Weisweiler-Akademie men gick snabbt vidare till att bli assisterande tränare i Tysklands U17-U18 landslag. I juni 2015 fick Jan sitt första professionella huvudtränarjobb i Rot-Weiss-Essen som då var en klubb Tysklands fjärdedivision. Han skrev på ett treårskontrakt med klubben men blev sparkad i april 2016 efter att han lyckats placera klubben under nedflyttningsstrecket. Ett tag efter att han blivit sparkad kunde han få ett assisterande tränarjobb i VfL Bochum som sedan ledde till att han kunde träna VfL Bochums U19-lag. Innan han blev huvudtränare i Huddersfield Town hann han med att träna Borussia Dortmund II.
Han började träna Huddersfield Town i januari 2019 efter att ex-tränaren, David Wagner, kört klubben i botten av Premier League. När han skrev på tränarkontraktet till 2021 blev han den tredje tränaren på raken att lämna Borussia Dortmund II för ett huvudtränarjobb i England. Han fick sparken den 16 augusti 2019 efter dåliga resultat.